# معركة كركوك (2017)
معركة كركوك أو رسمياً «عمليات فرض الأمن في كركوك» هي عملية شنتها القوات المسلحة العراقية لاحتلال على الأراضي المتنازع عليها وإرجاع حدود ما قبل 2003. بعد استفتاء كردستان العراق، ظهرت بوادر انطلاق العملية بالمؤتمر الصحفي لرئيس الوزراء العراقي بتاريخ 10 تشرين أول 2017 الذي بنى على نص الدستور بأن إدارة الأمن في المناطق المتنازع عليها، هي من صلاحيات الحكومة الاتحادية.
في المقابل، أعلنت البيشمركة عن تحشيدها لقواتها في جنوب كركوك للتصدي لتهديدات الحكومة العراقية، وقد حركت أحد خطوطها الدفاعية حول منطقة كركوك كيلو مترين للخلف، وفي اليوم التالي أعلن عن وقوع اشتباكات بين الحشد التركماني وقوات البيشمركة في طوزخورماتو، وبدأ هجوم الجيش العراقي وأنزل أعلام إقليم كردستان من مقرات البيشمركة، وسيطر على المواقع التي انسحبت منها البيشمركة.
وأتهمت الحكومة العراقية كُردستان العراق بجلب مقاتلين من حزب العمال الكردستاني.
وأعلن الجيش العراقي في 16 أكتوبر/تشرين الأول، عن احتلالها على مطار كركوك العسكري وقاعدة كي وان، وعلى عدد من الحقول النفطية شمالاً، وعلى شركة نفط الشمال، وناحية ليلان.
وقد دَعمت تركيا العراق في إنهاء وجود مقاتلي حزب العمال الكردستاني في العراق. وأعلنت وسائل اعلام، عن سيطرة القوات المسلحة العراقية، على محافظة كركوك، وأوعز رئيس الوزراء العراقي، برفع الأعلام العراقية على المناطق المتنازع عليها، وأعلنت القنوات الفضائية ووسائل الاعلام أن الجيش العراقي سيطر على مبنى محافظة كركوك.

## خلفية
في 25 سبتمبر، 2017 نظم إقليم كردستان العراق، استفتاء للاستقلال عن العراق، وقد واجه رفض إقليمي ودُولي ومَحلي.
وفي 27 سبتمبر، صرح رئيس الوزراء العراقي حيدر العبادي بأننا سنفرض حكم العراق بكل مناطق الإقليم. وقد رد محافظة كركوك على تسليم كركوك للقوات الاتحادية، إن محافظته لا تخضع لسلطة رئيس الوزراء العراقي، أو رئيس البرلمان، ولا يسمح لأي قوة بالدخول إلى كركوك. وفي 2 أكتوبر دعى المتحدث باسم الحكومة العراقية، السلطات الكردية إلى إيقاف التصعيد والاستفتزاز. وقد نفى المتحدث باسم الحكومة العراقية، شن حرباً على الإقليم أو على كركوك، نافياً الانباء التي تداولت في الإقليم عن شن حرب.

## سير العملية

خارطة العملية

في 13 أكتوبر، قال نائب رئيس إقليم كردستان، إنه يجري نشر عشرات الآلاف من قوات البيشمركة في منطقة كركوك لتصدي التهديدات المحتملة من القوات العراقية. وقد نَفت قيادة العمليات المشتركة عن انطلاق عملية عسكرية في جنوب كركوك. وقد أعلنت قوات البيشمركة أنها حركت خط دفاعها حول منطقة كركوك كيلومترين للخلف، بهدف التقليل من وقوع احتكاك مع القوات العراقية، وانسحبت من مناطق تازة وبشير على بعد نحو 10 كيلومتر من جنوب كركوك في اليوم السابق، وأن القوات الأمن العراقية انتقلت إلى بعض المواقع التي انسحبت منها قوات البيشمركة.
وفي 14 أكتوبر، أعلن عن وقوع اشتباكات عنيفة بين قوات الحشد التركماني والبيشمركة، في منطقة طوزخورماتو. وأعلن أن الجيش العراقي أنزل أعلاماً لإقليم كردستان كانت مرفوعة في جنوب محافظة كركوك، واستبدلها بالعلم العراقي.
حيث دخلت القوات العراقية المنطقة في إطار خطة لإعادة الانتشار في المناطق الخاضعة لسيطرة قوات البيشمركة خارج حدود إقليم كردستان. ولقد أعلن مسؤول كردي، أن القوات العراقية امهلت المقاتلين الأكراد حتى مساء السبت للانسحاب إلى مواقعهم السابقة في عام 2014 بمحافظة كركوك. فيما نفت الحكومة المركزية تحديد مهلة للأكراد.
وفي 15 أكتوبر، اتهمت الحكومة العراقية، كردستان العراق، بجلب مقاتلين من حزب العمال الكردستاني (PKK) إلى كركوك، واعتبرته بمثابة «إعلان حرب». وقد نفى الجانب الكردي وجود مقاتلين من حزب العمال.
وفي 16 أكتوبر، أعلن الجيش العراقي عن سيطرته على مطار كركوك العسكري، إضافة إلى أكبر قاعدة عسكرية في المحافظة، وكذلك سيطر على عدد من الحقول النفطية شمالاً. واعلن أنه لم يتلقى أي أوامر بدخول المدينة، وأن هدف العملية تأمين محيط كركوك فقط.
وقد اتهمت قيادة قوات البيشمركة فصيلاً في الاتحاد الوطني الكردستاني بالخيانة، من خلال مساعدة الجيش العراقي في عملية كركوك.
وأعلن الجيش العراقي سيطرته على شركة نفط الشمال، وحقول بابا كركر النفطية، وفرضه للأمن على ناحية ليلان، وإعلان جهاز مكافحة الأرهاب سيطرته على قاعده كيه 1 العسكرية. وفي ساعات الصباح الأولى نفى مسؤول كردي أمني، تمكن القوات العراقية من الأقتراب من المدينة أو السيطرة على أراضي من قوات البيشمركة، لكنه قال أنه قد حدثت بعض الاشتباكات بالقصف المدفعي.
وأعلنت صحف وقنوات إخبارية، عن بسط سيطرة القوات العراقية على كامل محافظة كركوك، وأعلنت أن قوات الشرطة الإتحادية تمكنت من دخول مبنى محافظة كركوك ومجلس المحافظة، وقد سيطرت القوات العراقية على مبنى المحافظة ومجلس المحافظة من دون قتال يُذكر، وقد تسلم نائب محافظ كركوك، راكان سعيد الجبوري، مهام محافظ كركوك وكالةً. وأعلنت قيادة العمليات المشتركة رفع الأعلام العراقية على كل المنشآت النفطية في محافظة كركوك. وأشارت وكالات أخبارية أخرى إلى أن مئات العائلات بدأت بالنزوح نحو السليمانية وأربيل، وأتهام لبعض قادة حزب الاتحاد الوطني الكردستاني بالخيانة. ودعت شرطة محافظة كركوك العوائل التي نزحت إلى العودة إليها. وأعلنت شرطة محافظة كركوك عن فرض حظر تجوال من الساعة السابعة إلى الساعة السابعة من صباح اليوم التالي.
وتحدثت مصادر عن مصرع عشرة مقاتلين أكراد في معارك ليلية.

## نتائج العملية

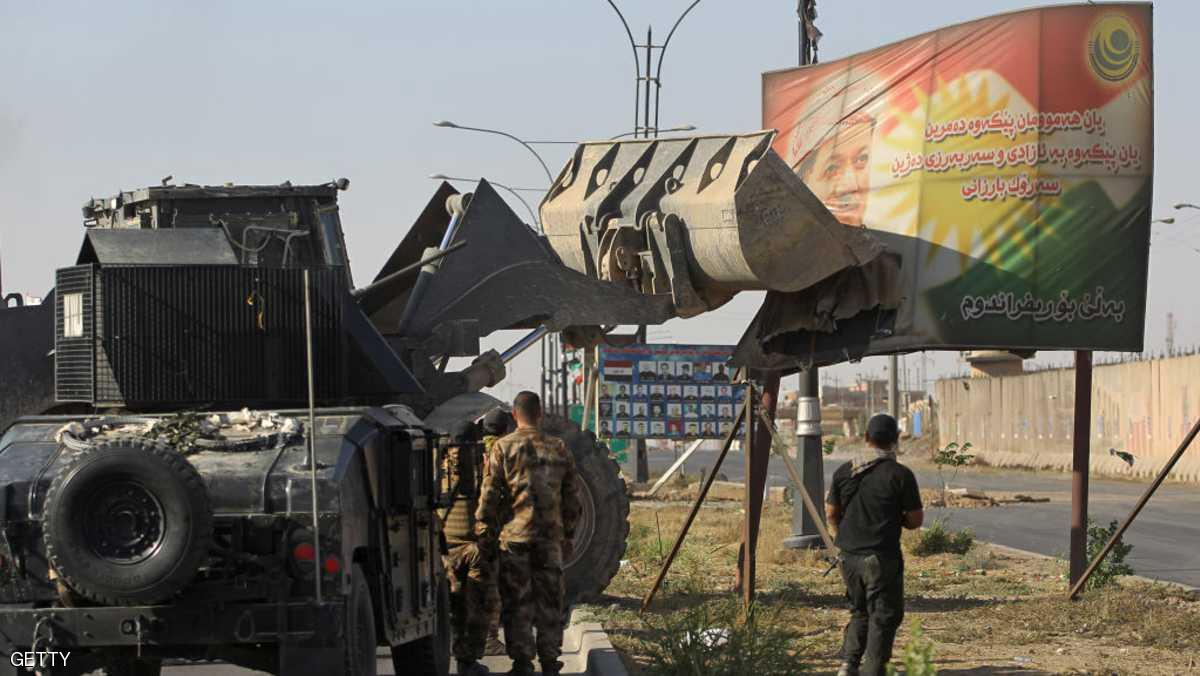
جنود عراقين يحطمون صورة مسعود برزاني

أعلنت القوات العراقية عن نتائج عملية «حفظ أمن» كركوك، وذكرت قيادة العمليات، أن قوات الشرطة الإتحادية والرد السريع فرضت الأمن في مطار كركوك العسكري، وأكملت قوات جهاز مكافحة الإرهاب، إعادة الانتشار في قاعدة كيه 1 بشكل كامل. وأعلنت ايضاً السيطرة على حقول نفط بابا كركر وشركة نفط الشمال، وعلى معبر جسر خالد، وطريق الرياض - مكتب خالد، ومعبر مريم بيك، وطريق الرشاد - مريم بيك، بإتجاه فلكة تكريت، بالإضافة إلى الحي الصناعي وتركلان وناحية يايجي.

## أعقاب
عُقب ذلك، اعلنت قيادة عمليات فرض الأمن في كركوك، عن ضبط معمل كامل لتصنيع العبوات الناسفة، داخل موقع للبيشمركة في المحافظة.
وقال محافظ ديالى، أن القوات الأمنية ستنتشر في المناطق المتنازع عليها وصرح قائد في البيشمركة أن القوات العراقية تدخل قضاء سنجار، وقالت وكلات أخبارية أن الحشد الشعبي بدأ بالدخول إلى مناطق سهل نينوى. وأكد قائد قوات حماية ازيدخان، حيدر ششو أن القوات الأمنية العراقية دخلت مركز قضاء سنجار دون قتال، وأن الحشد الشعبي بدأ عملية لبسط سيطرة على مناطق سهل نينوى.
من جهة أخرى، أعلن جهاز مكافحة الإرهاب، نشر قواته في قضاء الدبس التابع لمحافظة كركوك. وقد دخلت قوات الشرطة الإتحادية العراقية، ناحية جلولاء وخانقين، التابعة إلى محافظة ديالى. واُعلن أن القوات العراقية سيطرت على حقلي باي حسن وأفانا النفطيين في محافظة كركوك بعد انسحاب مقاتلي البيشمركة. وأعلن أن البيشمركة أنسحبت اليوم، من مخمور منذ ساعات الصباح الأولى. وأعلن أن قوات البيشمركة التابعة للحزب الديمقراطي الكردستاني، أخلت عدداً من المواقع في نينوى، وهي كل من سنجار، بعشيقة، ومخمور، واعاد الجيش العراقي والحشد الشعبي انتشارها فيها. وقد دخلت القوات العراقية المُشتركة، معبر برويزخان الدولي مع إيران، بعد سيطرتهما على خانقين وجلولاء.
وأعلن في كركوك، أن هنالك نية لحل أجهزة الأسايش الكردية في كركوك.
وسيطرت القوات العراقية على معبر ربيعة، الحدودي مع سوريا، بعد انسحاب البيشمركة منها.
في 18 أكتوبر، 2017، أمر حيدر العبادي بانسحاب جميع الجماعات المسلحة في كركوك، من ضمنها الحشد الشعبي، والإبقاء على الشرطة المحلية وجهاز مكافحة الإرهاب. ومن جهة أخرى، صادق الرئيس العراقي، فؤاد معصوم، على قرار إقالة محافظة كركوك، نجم الدين كريم. وأكد قائد عسكري أن قوات البيشمركة تتراجع حتى حدود يونيو/حزيران 2014. وأعلنت القوات العراقية أنها أكملت فرض الأمن في كركوك، وسيطرتها على مخمور وبعشيقة، وأعلنت سيطرتها على سد الموصل وناحية العوينات وقضاء سنجار وناحية ربيعة.
أصدرت محكمة عراقية في بغداد، أمراً بإلقاء القَبض على كوسرت رسول علي، نائب رئيس إقليم كردستان العراق، لإهانته إلى الجيش العراقي.
في 20 أكتوبر، 2017 أعلن الجيش العراقي أن استعادته السيطرة على آخر البلدات التي يسيطر عليها الأكراد في محافظة كركوك، وأعلن الجيش أنه قد دَخل ناحية ألتن كوبري بعد اشتباكات بمختلف الاسلحة ما بين القوات العراقية والبيشمركة الكُردية.
وقالت وكالات أنباء، أن البيشمركة فَجرت جسراً حيوياً ورئيسياً في ناحية التون كوبري، يربط أربيل بكركوك لعرقلة تقدم القوات الإتحادية نحو أربيل، وعلى الرغم من ذلك، يوجد جسر أخر لم يؤثر على تقدم القطعات العسكرية نحو المدينة. وقد شارك في العَملية أربعة أفواج من مكافحة الأرهاب وأربعة أفواج من الجيش ولواء من الشرطة الإتحادية والفرقة التاسعة. وقال النائب التركماني، نيازي معمار أوغلو أن القوات الإتحادية تبعد مسافة 25 عن مركز محافظة أربيل. وقد سيطرت القوات العراقية على سيطرة أربيل الرئيسية، وتقدمت القوات العراقية نحو منطقة قوش تبة آخر مناطق كركوك المحاذية لأربيل من الجهة الجنوبية.
أكدت العمليات المُشتركة العِراقية، على مَقتل أثنين وإصابة خمسة من القوات الإتحادية. في التون كوبري.
وقد قُتل ضابط كُردي كبير برتبة لواء في البيشمركة، بالإضافة إلى ثلاثة من أفراد حمايته.
في 24 أكتوبر، توجهت قوات كبيرة من الشرطة العراقية والحشد الشعبي والجيش العراقي، إلى قضاء مخمور، بعد إصابة عدد من الجنود العراقيين وأسر آخرين على يد البيشمركة.

### تصريحات محافظ كركوك المُقال
أجرت وكالة بلومبيرغ الأمريكية لقاءً صحفيًا يوم الخميس 19 أكتوبر 2017 مع محافظ كركوك المقال، نجم الدين كريم، تحدث فيها الأخير عن وضع المدينة بعد أن استردها القوات العراقية، وزعم وجود اتفاق بين عائلة جلال طالباني الرئيس العراقي الذي كان قد توفي حديثًا آنذاك، والحكومة المركزية ببغداد، وإيران، لإنجاح علمية السيطرة على كركوك دون مقاومة. وقال أنه قبل انطلاق العملية العسكرية للسيطرة على كركوك، التقى كلٌ من بافيل نجل طالباني، وابن أخيه لاهور، وأخوه الكبير أراز شيخ جنكي، ممثل قاسم سليماني، قائد فيلق القدس بالحرس الثوري الإيراني. وذكر أن ممثل سليماني وجّه تحذيراته الأخيرة لعائلة طالباني وطلب منهم أن يخلوا مواقعهم، فإن رفضوا فإنهم سيتعرضون لهجومٍ عسكريٍ. فلم يكن أمام أسرة طالباني خيارٌ سوى أن توصلت لاتفاق مع الحكومة المركزية يسمح بدخول القوات العراقية لوسط كركوك، مع عدم إبداء البيشمركة أي مقاومة ضدهم. أكَّد عددٌ من المسؤولين التصريحات سالفة الذكر، فقال قائد شرطة كركوك العميد خطاب عمر، أن سليماني عقد بالفعل محادثاتٍ في عطلة نهاية الأسبوع مع الاتحاد الوطني الكردستاني بكركوك ومحافظة السليمانية الكردية، كما قال فاهال علي، المتحدث باسم الزعيم الكردي مسعود بارزاني، إنَّ اللواء سليماني تلاعب بالأحداث؛ كي يُدخِل الميليشيات الشيعية إلى المناطق التي انسحبت منها البيشمركة. وقالت جينيفر كافاريلا، وهي مُخطِّطةٌ استخباراتية بارزة في معهد دراسات الحرب بواشنطن، إنَّ اتفاقًا أشرف عليه سليماني يُعَد هو «السيناريو الأرجح في حدثٍ يحمل هذه الأهمية الاستراتيجية لإيران»، و«يبدو مُرجَّحًا أيضًا، أنَّه لعب دورًا في إرغام الأكراد على التراجع».

## ردود الفعل

### ردود فعل محلية
- ائتلاف الوطنية: رحبت ائتلاف الوطنية، بعمليات فرض القانون وسيطرة الحكومة الإتحادية على كركوك، وطالبت بتسليم المحافظ المقال إلى القضاء.[80]
- همام حمودي: قال النائب الأول لرئيس مجلس النواب، أن شعب العراق كله مع فرض هيبة الدولة والدستور في كركوك.[81]
- عصائب أهل الحق: أصدرت عصائب أهل الحق بيان أشادت فيه بالحكمة العالية لحيدر العبادي، وبالمواقف المسؤولة من بعض قادة الاتحاد الوطني الكردستاني.[82]
- حنان الفتلاوي: قالت حنان الفتلاوي: أن كركوك عراقية وستبقى لكل العراقيين ولن تكون أداة سياسية لدكتاتور.[83]
- مقتدى الصدر: أشاد زعيم التيار الصدري بالجهود التي تبذلها القوات الأمنية للحفاظ على وحدة البلاد.[84]
- إياد علاوي: قال نائب الرئيس العراقي إياد علاوي أن رئيس إقليم كردستان، مسعود البارزاني، أبلغه بوجود قوات إيرانية في كركوك، وأنه تعرض لضغوط من طهران، وأن قائد فيلق القدس في الحرس الثوري الإيراني قاسم سليماني موجود في جنوب كركوك، ذاكرًا أن لديه صور تؤكد هذا الأمر، كما قال أن قباد طالباني، ابن الرئيس الأسبق جلال طالباني، أبلغه بأنه تعرض لضغوط إيرانية من أجل فك الارتباط مع الحزب الديمقراطي الكردستاني، لكنه رفض. وقال علاوي في مقابلة مع سكاي نيوز عربية، أن هناك «تدخلات إقليمية ضارة حدثت في أزمة كركوك» وقال أيضًا: «الطريق لم ينسد حتى الآن.. علينا أن نسعى إلى حوار عراقي وحوار ثنائي بين بغداد وأربيل».[85]
- نوري المالكي: قال رئيس الوزراء السابق نوري المالكي، أن عمليات فرض الأمن وإعادة هيبة الدولة في محافظة كركوك لا تستهدف المواطنين الكرد.[86]
- عمار الحكيم: قال عمار الحكيم، أن إجراءات الحكومة لفرض سيادة الدولة قد حظيت بدعم وإسناد الشعب والبرلمان.[87]
- حيدر العبادي: وقال رئيس الوزراء العراقي، حيدر العبادي، أن عملية انتشار القوات الاتحادية في كركوك جرت بإنسابية عالية.[88]
- فاهال علي: قال فاهال علي، المتحدث باسم رئيس إقليم كردستان: «لا أرغب في استخدام كلمة الخيانة، لكنَّنا بكل تأكيد نشعر بأنَّ الولايات المتحدة كانت مُقصِّرةً» وأنَّ الأكراد «شعروا بالإحباط من الطريقة التي نظرت بها الولايات المتحدة إلى الأمر. إنَّهم الآن يمنحون العراق إلى إيران كهدية. وهذا أقصى قدر من الدبلوماسية يمكنني أن أتحدث به».[79]

### ردود فعل دولية
- الولايات المتحدة: حثت وزارة الدفاع الأميركية البنتاغون تجنب أعمال التصعيد، للقوات العراقية والكردية، واللجوء إلى الحوار لحل الخلافات بين الحكومة الإتحادية وحكومة الإقليم.[89] ودعت الولايات المتحدة إلى وقف العمليات العسكرية في كركوك.[90] وأعلنت وزارة الدفاع الأمريكية، أن الولايات المتحدة تدعم وحدة العراق والحوار هو السبيل الأفضل لنزع فتيل التوتر.[91] وصرح جون ماكين، أن الأسلحة التي تم تسليمها للعراق هي لمواجهة تنظيم داعش وليس لمهاجمة حكومة إقليم كردستان، مؤكدا أن «الكرد شريك قديم للولايات المتحدة الأميركية ومحل اهتمامها»، على حد قوله.[92] وقال الرئيس الأمريكي، دونالد ترامب أن الولايات المتحدة «لن تنحاز لأي طرف».[93]
- تركيا: أعلنت وزارة الخارجية التركية أن تركيا مستعدة للتعاون بالكامل مع الحكومة المركزية العراقية، لإنهاء وجود حزب العمال الكردستاني في العراق.[13][94]
- ألمانيا: قطع الجيش الألماني تدريبه لقوات البيشمركة بسبب التصعيدات التي جرت.[95][96]
- السعودية: قال الملك السعودي سلمان بن عبد العزيز آل سعود دعم المملكة لوحدة العراق ورفضها نتائج استفتاء إقليم كردستان، مشيرا إلى أن المملكة العربية السعودية تتابع عن كثب تطورات الأوضاع في كركوك، خصوصا أن العراق قد حقق انتصارات ملحوظة ضد الإرهاب.[97]
- فرنسا: أكدت فرنسا دعمها للعراق في عمليات فرض الأمن في كركوك.[98]
- الأمم المتحدة: ذكرت منظمة الأمم المتحدة، أنها تراقب الوضع في كركوك، عن كثب، ودعت إلى الحوار بين بغداد وأربيل.[99]
- إيران: نفى مستشار المرشد الإيراني علي خامنئي للشؤون الدولية، علي أكبر ولايتي أي دور للحرس الثوري في عمليات كركوك، رداً على تهم موجهة من البيشمركة.[100][101]

## تحليلات
قالت صحيفة نيويورك تايمز في تقريرٍ منشورٍ أن أهداف الولايات المتحدة اتفقت في هذا الصراع مع أهداف إيران، على الرغم من اعتبار إيران إحدى أعدائها الإقليميين، وأن دليل ذلك هو تخلي واشنطن عن الأكراد، الذين تعتبرهم أصدقائها ومن أهم حلفائها في الحرب ضد داعش، بينما في مواجهة قوة كالحشد الشعبي لا تُخفي ولاءها لإيران (أُشير إلى أن هناك مقطع فيديو نُشر لأحد عناصر الحشد الشعبي العراقي داخل مجلس مدينة كركوك ويظهر خلفه صورة لمرشد النظام الإيراني، علي خامنئي)، كما أكد بعض المحللين ما قاله محافظ كركوك الأسبق نجم الدين كريم، بقولهِ أن إيران ساعدت في التوسُّط للتوصل إلى اتفاقٍ مع فصيلٍ كردي لسحب قواتهِ من المدينة، مما سمح للقوات العراقية بالسيطرة على المدينة بلا مقاومةٍ تقريبًا. وقال ديفيد فيليبس، الذي عمل مستشارًا في الشؤون العراقية لدى وزارة الخارجية الأميركية طيلة 30 عامًا، إنَّ رئيس الوزارء العراقي حيدر العبادي لم يكن ليهاجم كركوك دون إعلام الولايات المتحدة بذلك، وأن الأخيرة علمت بحدوث الهجوم على الأقل. كما قالت ماريا فانتابيه، المحللة البارزة لشؤون العراق بمجموعة الأزمات الدولية، أن «الولايات المتحدة أعطت الضوء الأخضر للهجوم، وهذا كان ضروريًا». وأضافت أنَّ هدف إيران كان دخول الميليشيات الشيعية إلى المناطق المتنازع عليها وتقسيم الأكراد، بينما تُرسِّخ إيران سيطرتها على الحكومة العراقية، وأنَّ الولايات المتحدة ساعدت في تحقيق هذا المخطط الإيراني في أثناء سعيها لتحقيق هدفها الخاص، المتمثل في استعادة سلطة الحكومة العراقية في محافظة كركوك، سواء كانت تقصد ذلك أم لا. وقال مسؤولون إنَّ الولايات المتحدة رفضت الدفاع عن الأكراد؛ حتى تُظهِر استياءها منهم؛ لرفضهم طلباً أميركياً بإلغاء الاستفتاء على الانفصال عن العراق.

## وصلات خارجية
فيديو حصري يوثق دخول القوات العراقية إلى وسط كركوك على اليوتيوب